# Cho Seon-jak
Pour les articles homonymes, voir Cho.
Cho Seon-jak (hangeul : 조선작), né le 13 novembre 1940 à Daejeon en Corée du Sud, est un auteur sud-coréen. 

## Biographie
Cho Seon-jak est né le 13 novembre 1940 à Daejeon en Corée du Sud. Cho Seon-jak est diplômé de l'université de Daejeon en dans le secteur de l'éducation. Il fait ses débuts littéraires avec Le tombeau des patriotes (Jisachong) qui a été publié dans le magazine Génération (Sedae). Le Tombeau des Patriotes a remporté le prix d'écriture de la génération en 1971 et a également été adapté en série télévisée par la chaîne de télévision MBC en Corée.

## Œuvre
Les œuvres de Cho se concentrent essentiellement sur l'injustice inhérente à la structure sociale, et son travail est souvent axé sur les personnes vivant en marge de la société. L'âge d'or de Yeongja (Yeongja-ui jeonseongsidae) met en scène des prostituées et d'autres parias comme personnages principaux afin de mieux analyser les injustices sociales. Câble à haute tension (Goapseon) dépeint les forces cachées qui menacent la vie quotidienne des hommes ordinaires. L'âge d'or de Yeongja a également été adapté en long métrage, ce film est recueilli dans les archives du film coréen intitulé « Les 100 films coréens à voir ».  
Le travail de Cho Seon-jak dépeint sans parti pris la misère dans la  vie des victimes de l'industrialisation et de la croissance économique rapide des années 1970,. 
L'Institut coréen de traduction littéraire (LTI of Korea) résume le travail de Cho de cette manière : 
L'injustice présente dans la structure même de la société, comme on peut le voir dans les vies difficiles des parias de la société, constitue la base thématique des travaux de Cho Seonjak. Malgré la gravité du sujet, Cho est capable d'intégrer des expressions amusantes et des traits d'esprit dans ses récit. L'âge d'or de Yeongja (Yeongjaui jeonseongsidae) met en scène ainsi des prostituées et d'autres parias comme personnages centraux pour mieux mettre en valeur les injustices de la société.
Les critiques apprécient en général les récits Cho pour leur simplicité et leur honnêteté.

## Distinctions
- Prix d'écriture de la génération en 1971 pour Le Tombeau des Patriotes